# Unterthingau
Unterthingau là một đô thị ở Ostallgäu bang Bayern thuộc nước Đức.